# Декантер

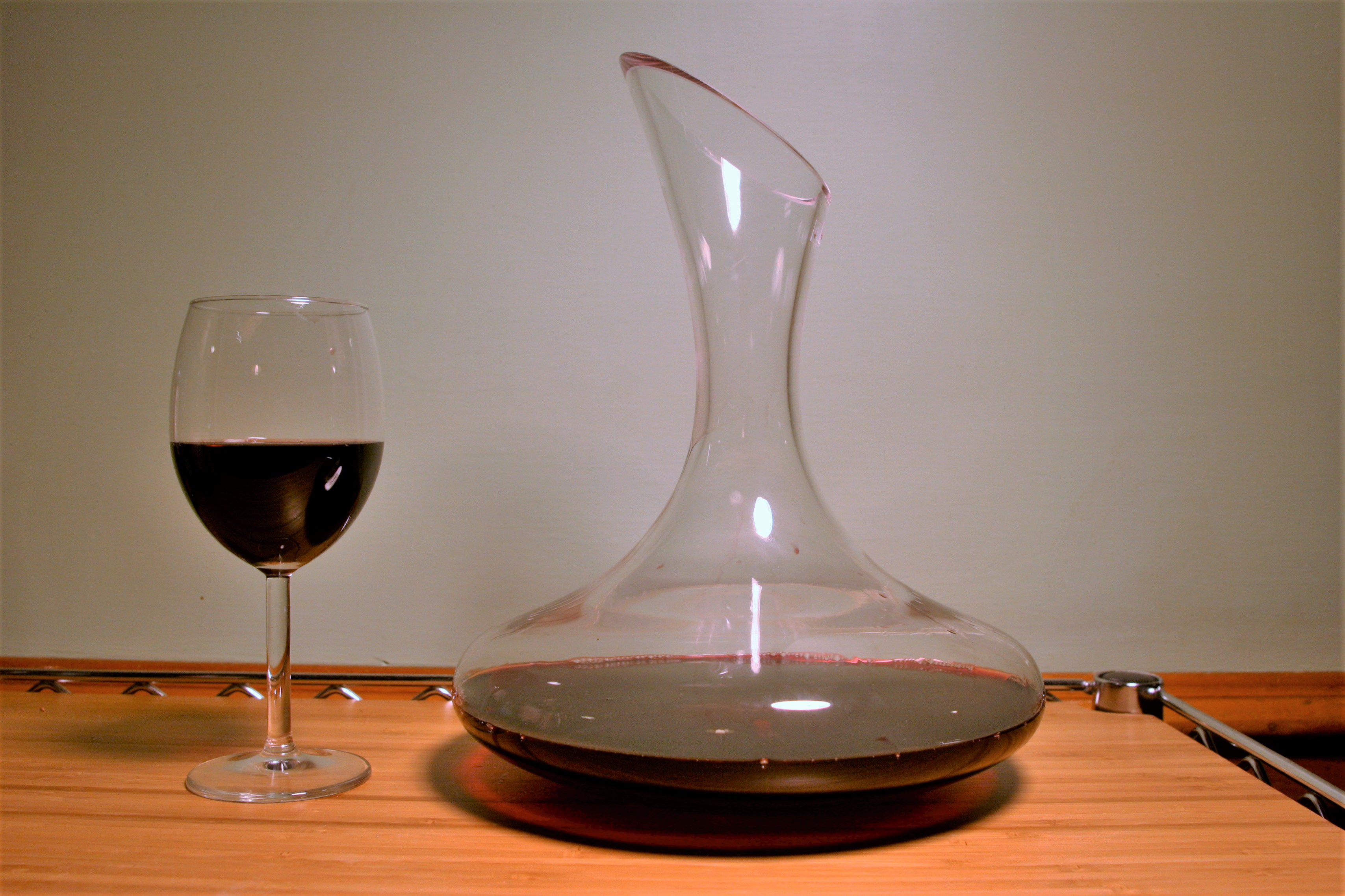
Декантер стандартної форми

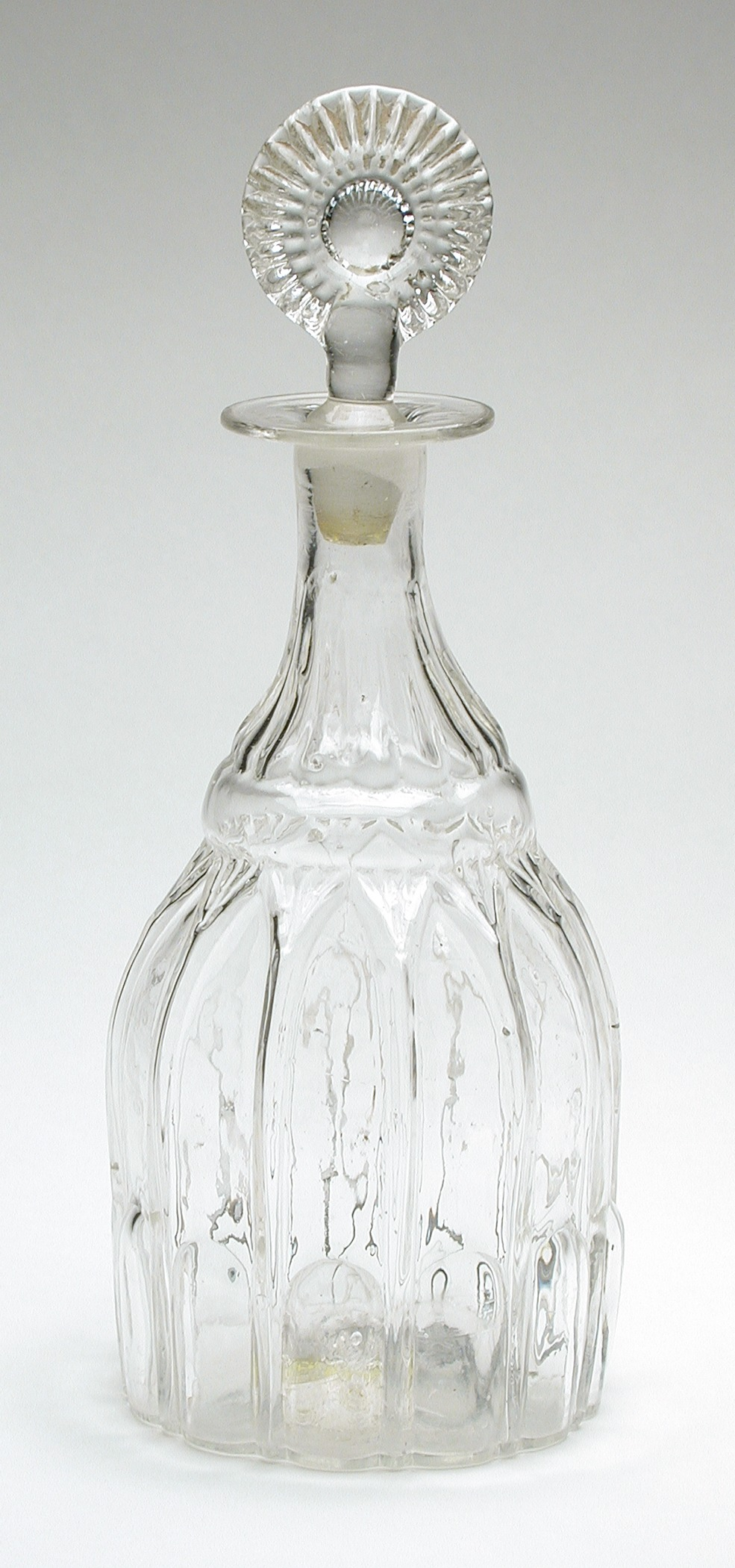
Декантер із затичкою

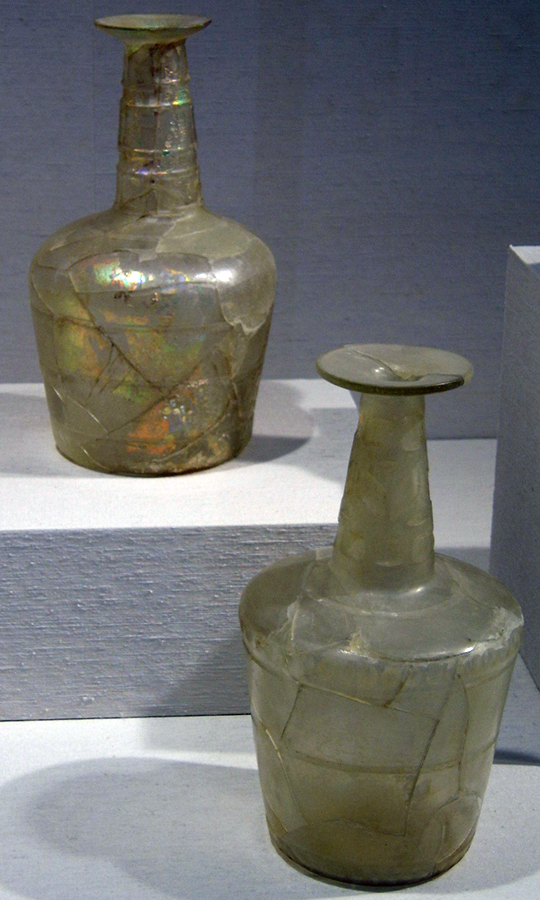
Вільнодуті, колесообрізані карафи. Перша половина 11 століття. Викопані в Теппе Мадрасеху, Нішапур, Іран. Музей мистецтва Метрополітен

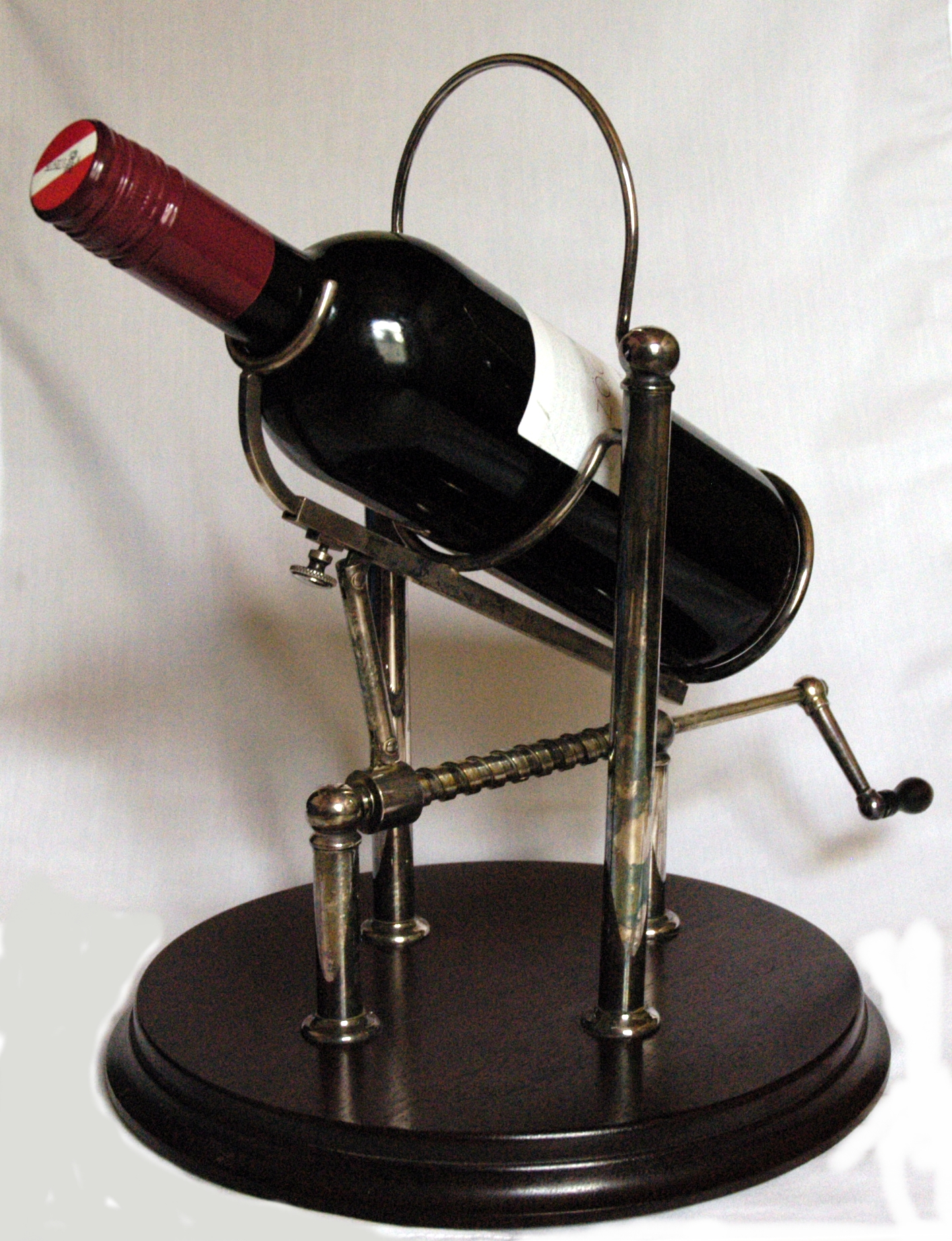

Дека́нтер (англ. decanter, від to decant — «зливати з осаду») — це посудина, яка використовується для декантації (зняття з осаду) та аерації вина. Відрізняється від карафи (графина) ширшою нижньою частиною, яка забезпечує більшу площу поверхні вина для контакту з повітрям.
Традиційно виготовляється зі скла або кришталю. Його форма спроєктована таким чином, щоб забезпечувати максимальний контакт поверхні вина з повітрям, а об'єм, як правило, еквівалентний одній стандартній пляшці вина (0,75 літра).
Скляні графини для вина почали використовувати ще в Давньому Римі. Стандартну форму декантера, яка використовується у наш час, винайшли в епоху Відродження венеційські майстри — виробники скла.
Декантер використовується в таких випадках:
- У вині, яке витримувалось багато років, випадає осад винного каменю. Для відокремлення осаду, вино переливають у декантер, винний камінь залишається у пляшці.
- Молоде, невитримане вино може бути різким на смак, для його пом'якшення потрібна аерація, яку проводять у декантері протягом кількох годин[3].
- Декантер використовують для сервірування, у прозорому декантері можна гарно оцінити колір вина, а форма декантера естетично більш приваблива, ніж пляшка вина[4].

Однак ефективність декантації є предметом дискусій, деякі винні експерти стверджують, що тривалий вплив кисню насправді розсіює більше ароматних сполук, ніж стимулює.